# 西山本町 (八尾市)
西山本町（にしやまもとちょう）は、大阪府八尾市の地名。現行行政地名は西山本町一丁目から西山本町七丁目。住居表示は実施済み。
現行町名に変更される前の旧地名は大字中野であった。大字中野には西山本町のほか、現在の堤町のほぼ全域および山本町北の一部（一 - 三丁目の西側）、緑ケ丘と旭ケ丘の一部地域も含まれていた。

## 歴史
令制国一覧 > 畿内 > 河内国 > 若江郡 > 八尾中野村
江戸時代以前の村名は元々は単に「中野村」であったが、同じ若江郡にもう一村ある中野村（現在の東大阪市中野）と区別するために元禄郷帳、天保郷帳には"八尾"を冠するようになっている。延宝年間の石高は421石。江戸時代初期は大坂定番により支配され、享保15年（1730年）に当時大坂城代だった土岐頼稔の支配地となり、土岐家領地として幕末に至っている。明治時代初めには正式に八尾中野村と呼ばれるようになった。市町村制施行時に八尾村の大字となり、現行の町名に変更した際に西山本町と堤町その他に分かれた。

## 地理
近鉄山本駅の北西側に位置する。立石街道沿いの2丁目辺りが旧集落の中心であり古くからの住宅地である。他の場所も太平洋戦争後に住宅地化しているが商店の類は少ない。

## 世帯数と人口
2020年（令和2年）3月31日現在（八尾市発表）の世帯数と人口は以下の通りである。
| 丁目           | 世帯数    | 人口    |
| -------------- | --------- | ------- |
| 西山本町一丁目 | 354世帯   | 693人   |
| 西山本町二丁目 | 271世帯   | 529人   |
| 西山本町三丁目 | 148世帯   | 298人   |
| 西山本町四丁目 | 262世帯   | 546人   |
| 西山本町五丁目 | 367世帯   | 745人   |
| 西山本町六丁目 | 382世帯   | 776人   |
| 西山本町七丁目 | 332世帯   | 724人   |
| 計             | 2,116世帯 | 4,311人 |

### 人口の変遷
国勢調査による人口の推移。
| 1995年（平成7年）  | 4,924人 | [ 5 ] |  |
| 2000年（平成12年） | 4,747人 | [ 6 ] |  |
| 2005年（平成17年） | 4,557人 | [ 7 ] |  |
| 2010年（平成22年） | 4,647人 | [ 8 ] |  |
| 2015年（平成27年） | 4,197人 | [ 9 ] |  |

### 世帯数の変遷
国勢調査による世帯数の推移。
| 1995年（平成7年）  | 1,802世帯 | [ 5 ] |  |
| 2000年（平成12年） | 1,895世帯 | [ 6 ] |  |
| 2005年（平成17年） | 1,869世帯 | [ 7 ] |  |
| 2010年（平成22年） | 1,926世帯 | [ 8 ] |  |
| 2015年（平成27年） | 1,836世帯 | [ 9 ] |  |

## 学区
市立小・中学校に通う場合、学区は以下の通りとなる（2020年5月時点）。
| 丁目           | 番   | 小学校               | 中学校           |
| -------------- | ---- | -------------------- | ---------------- |
| 西山本町一丁目 | 全域 | 八尾市立西山本小学校 | 八尾市立東中学校 |
| 西山本町二丁目 | 全域 | 八尾市立西山本小学校 | 八尾市立東中学校 |
| 西山本町三丁目 | 全域 | 八尾市立西山本小学校 | 八尾市立東中学校 |
| 西山本町四丁目 | 全域 | 八尾市立西山本小学校 | 八尾市立東中学校 |
| 西山本町五丁目 | 全域 | 八尾市立西山本小学校 | 八尾市立東中学校 |
| 西山本町六丁目 | 全域 | 八尾市立西山本小学校 | 八尾市立東中学校 |
| 西山本町七丁目 | 全域 | 八尾市立西山本小学校 | 八尾市立東中学校 |

## 事業所
2016年（平成28年）現在の経済センサス調査による事業所数と従業員数は以下の通りである。
| 丁目           | 事業所数  | 従業員数 |
| -------------- | --------- | -------- |
| 西山本町一丁目 | 23事業所  | 178人    |
| 西山本町二丁目 | 21事業所  | 130人    |
| 西山本町三丁目 | 11事業所  | 47人     |
| 西山本町四丁目 | 7事業所   | 41人     |
| 西山本町五丁目 | 13事業所  | 57人     |
| 西山本町六丁目 | 25事業所  | 69人     |
| 西山本町七丁目 | 13事業所  | 48人     |
| 計             | 113事業所 | 570人    |

## 施設
- 八阪神社（二丁目）
- 天台院（二丁目）
- 松田クリニック（一丁目）
- 府営八尾西山本住宅（一丁目）
- 八尾市立西山本小学校・幼稚園（三丁目）
- 八尾市消防本部山本分署（三丁目）

## ふとん太鼓
河内地域では唯一、貝塚型のふとん太鼓を1台所有している。昭和初期に貝塚より購入。昭和40年頃の一時期は別の太鼓台を使用していたが10年ほどで貝塚型の太鼓台に戻している。7月の最終土日に祭礼が行われ、町内を練り歩き八阪神社に奉納される。

## その他

### 日本郵便
- 郵便番号 : 581-0868[2]（集配局：八尾郵便局[12]）。

## 参考資料
- 平凡社 大阪府の地名II （ISBN 4-582-49028-X） 1003,1004ページ